# Departament del Segre
El Departament del Segre fou un departament francès de la Catalunya integrada dins el Primer Imperi Francès de Napoleó I, quan aquest separà Catalunya del Regne d'Espanya. El departament del Segre fou creat el 26 de gener de 1812 i comprenia totes les terres travessades per la part alta dels rius Segre i Llobregat i incorporava Andorra. Per contra, la Vall d'Aran passà al departament de l'Alta Garona. Puigcerdà fou la prefectura del departament i Talarn i Solsona les sotsprefectures. El departament desaparegué el 1814, quan França evacuà la península Ibèrica que havia estat ocupant d'ençà el 1807.